# Palpada monticola
Palpada monticola är en tvåvingeart som först beskrevs av Roder 1892.  Palpada monticola ingår i släktet Palpada och familjen blomflugor.
Artens utbredningsområde är Colombia. Inga underarter finns listade i Catalogue of Life.